# Unserfrau-Altweitra
Unserfrau-Altweitra je obec v Rakousku ve spolkové zemi Dolní Rakousy v okrese Gmünd. Žije v ní 1 001 obyvatel (podle sčítání z roku 2016).

## Poloha
Unserfrau-Altweitra se nachází v severozápadní části spolkové země Dolní Rakousy. Její rozloha činí 40,19 km², z nichž 45,17 % je zalesněných.
Severozápadně od Pyhrabrucku leží hraniční přechod. Na druhé straně hranic se nachází nejbližší české město Nové Hrady.
Územím obce protéká Lužnice a pramení na něm Novohradský potok.

### Členění
Území obce Unserfrau-Altweitra se skládá ze sedmi částí (v závorce uveden počet obyvatel k 1. 1. 2015):
- Altweitra (270)
- Heinrichs bei Weitra (180)
- Ober-Lembach (86)
- Pyhrabruck (53)
- Schagges (105)
- Ulrichs (70)
- Unserfrau (225)

## Historie
Podle pověsti při záplavě zde uvízla socha Panny Marie, od toho název Unserfrau. Farní kostel byl postaven roku 1250. Kostel Narození Panny Marie byl původně obranná stavba s věží.

## Galerie

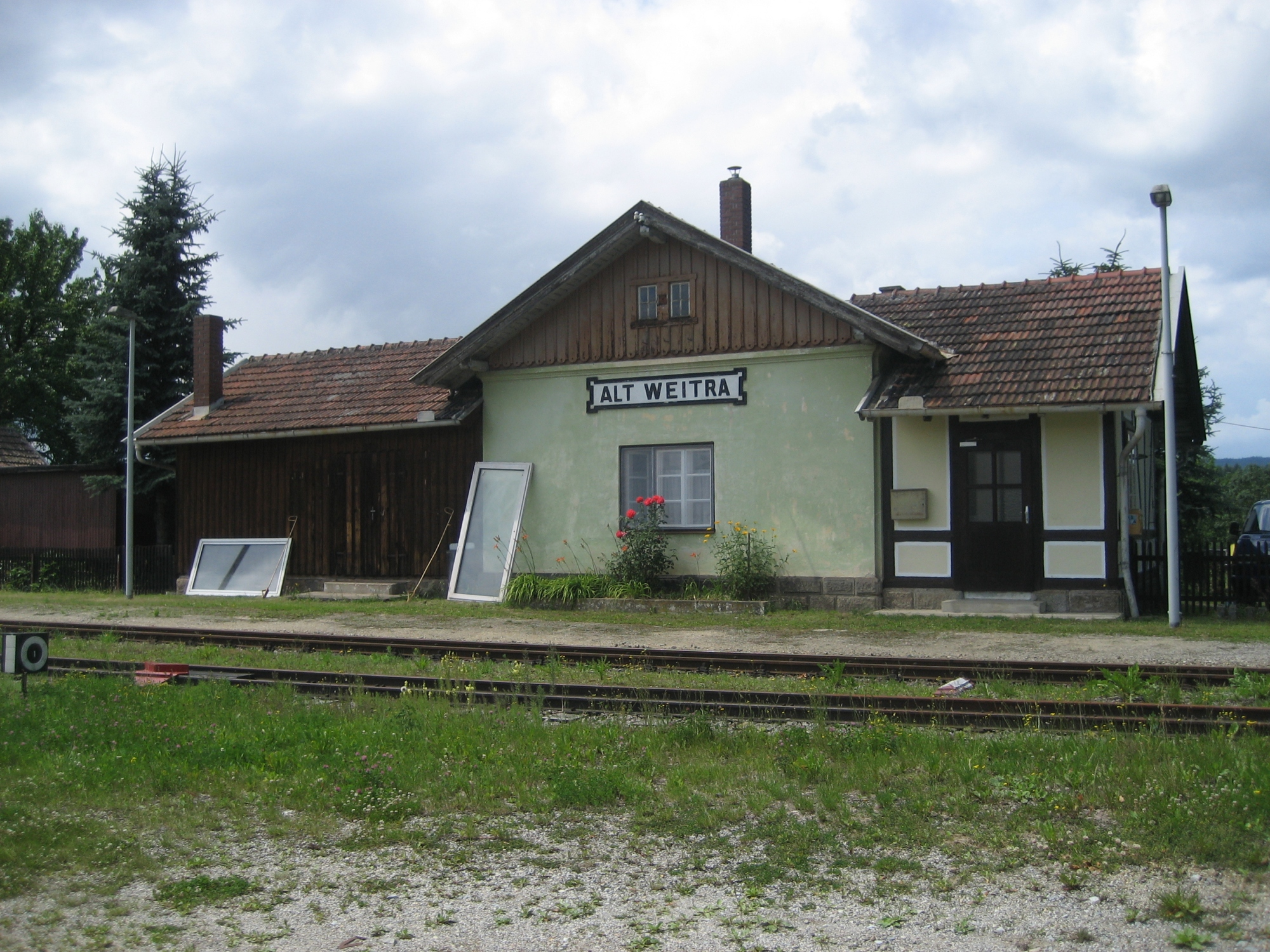
Místní vlaková stanice
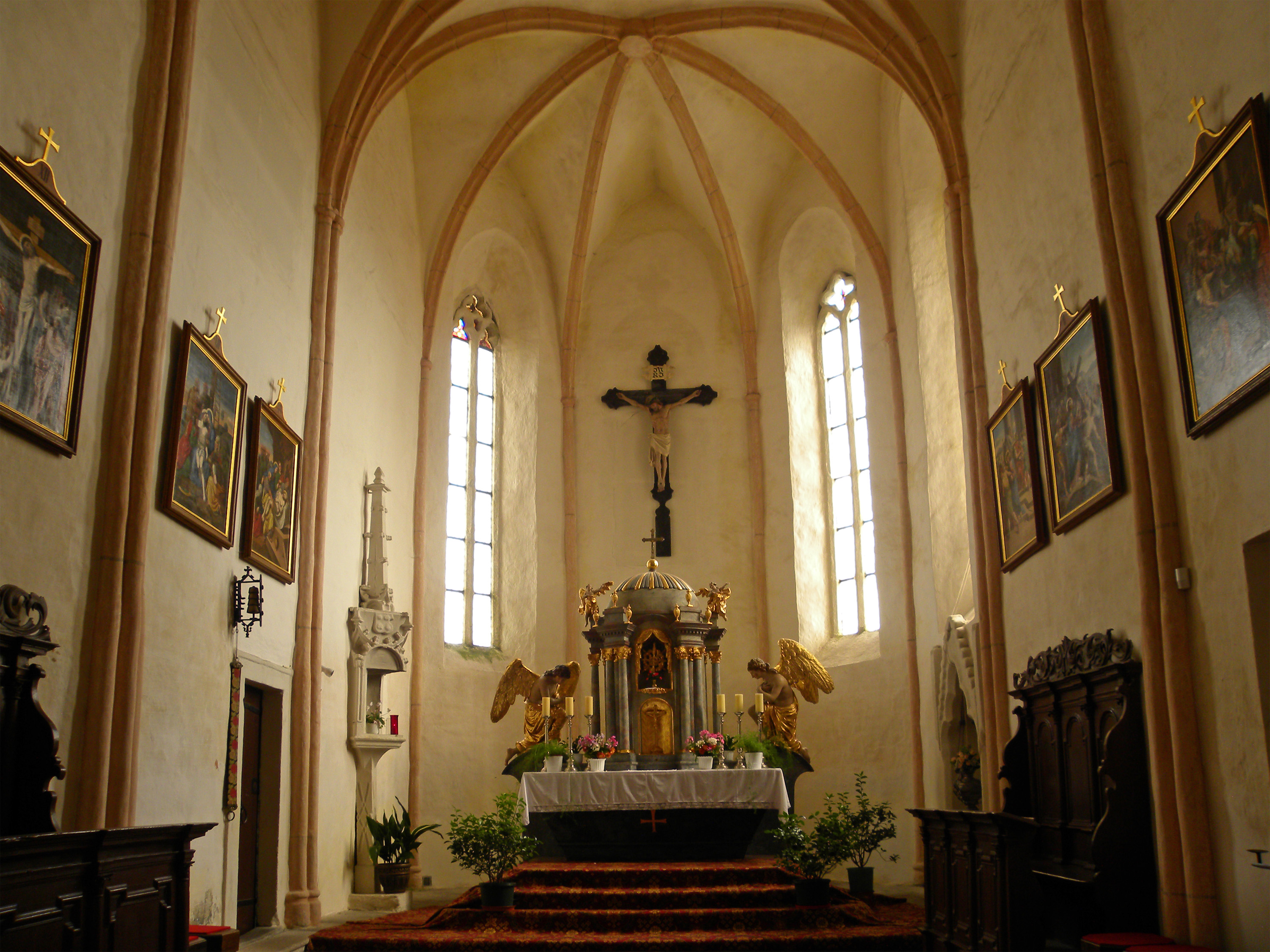
Farní kostel Narození Panny Marie v Unserfrau (Interiér)
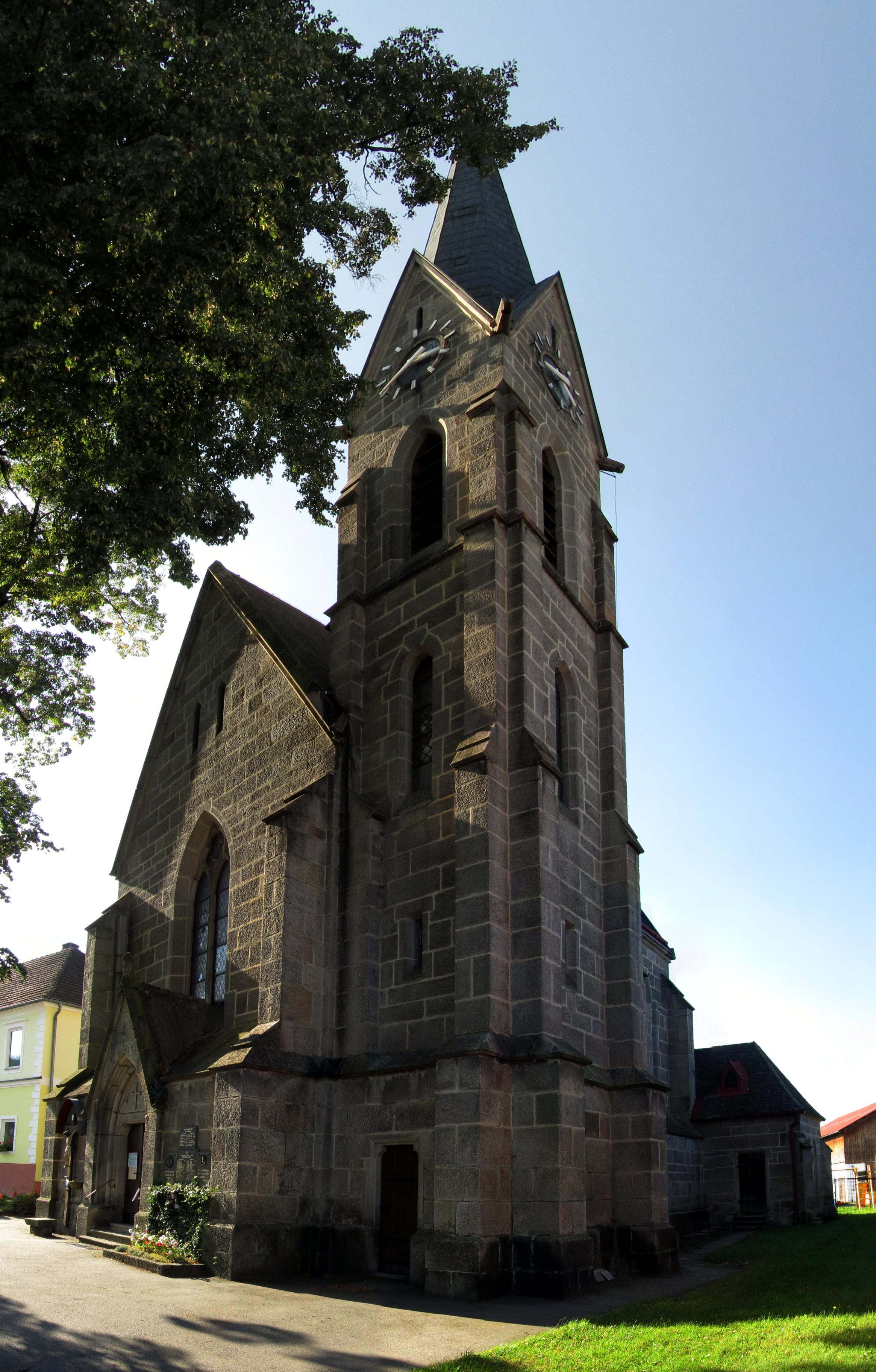
Farní kostel Nanebevzetí Panny Marie v Heinrichs bei Weitra
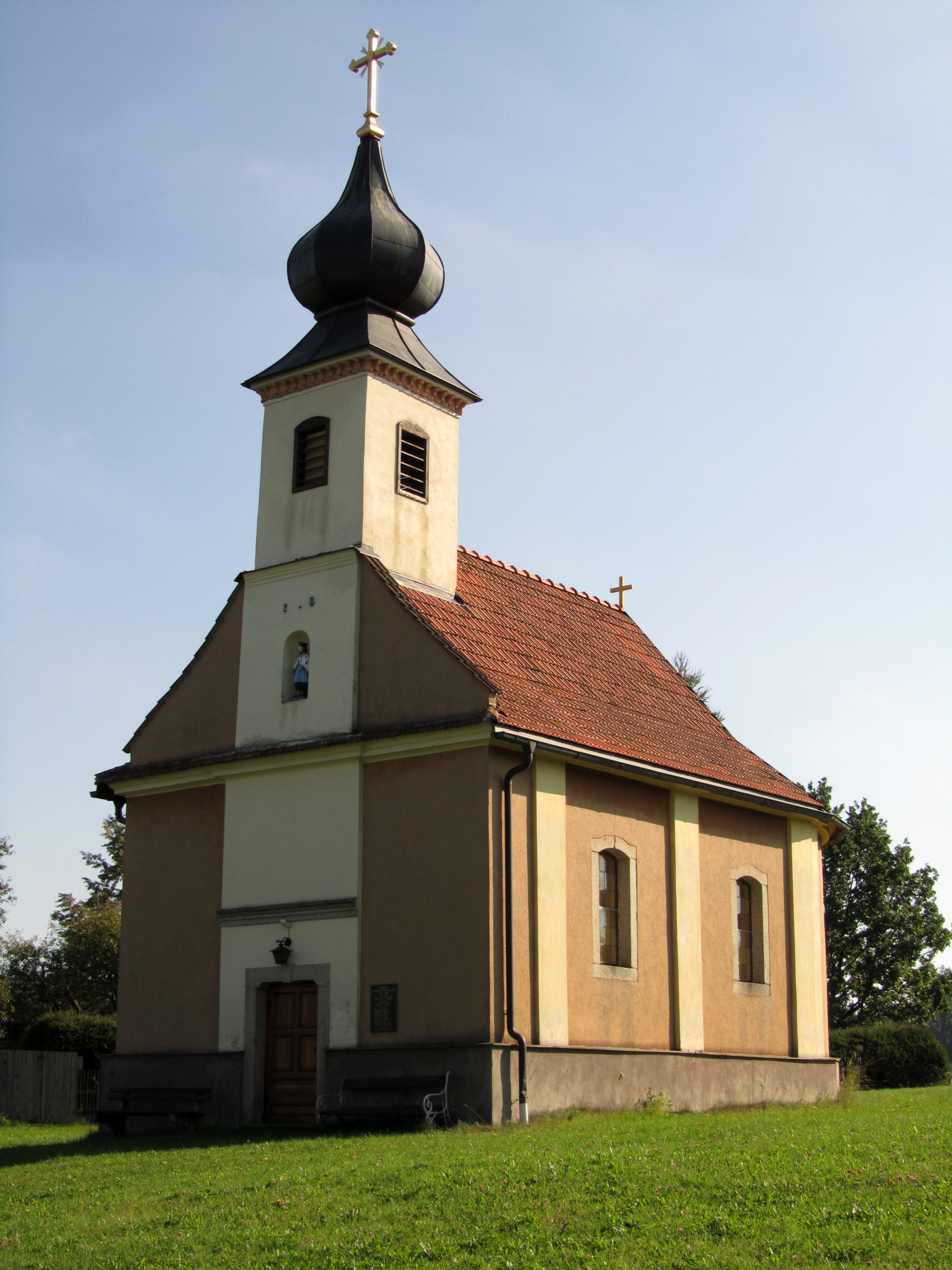
Místní kaple v Oberlembachu